# Trochalodes
Trochalodes là một chi bọ cánh cứng trong họ Chrysomelidae.
Chi này được miêu tả khoa học năm 1901 bởi Weise.

## Các loài
Các loài trong chi này gồm:
- Trochalodes bicolor Daccordi, 2003
- Trochalodes ngarinmana Daccordi, 2003